# Spengelia maldivensis
Spengelia maldivensis är en djurart som tillhör fylumet svalgsträngsdjur, och som beskrevs av Punnett 1903. Spengelia maldivensis ingår i släktet Spengelia och familjen Spengelidae. Inga underarter finns listade i Catalogue of Life.